# Acaroconium
Acaroconium — рід грибів. Назва вперше опублікована 2008 року.

## Класифікація
До роду Acaroconium відносять 1 вид:
- Acaroconium punctiforme